# Брайтон Марина
50°48′45″ пн. ш. 0°06′11″ зх. д. / 50.81250° пн. ш. 0.10306° зх. д.
Брайтон Марина (англ. Brighton Marina, іноді  Brighton Marina Village) - житловий район міста Брайтон у Великій Британії з пристанню для яхт. Побудований прямо в морі в період з 1971 по 1979 завдяки  гідротехнічним спорудам. Має наступні об'єкти соціального призначення: готель, аптека, супермаркет ASDA, казино, боулінг, кінотеатр, макдоналдс , велика кількість магазинів і ресторанів.
Вважається елітним дорогим районом міста.

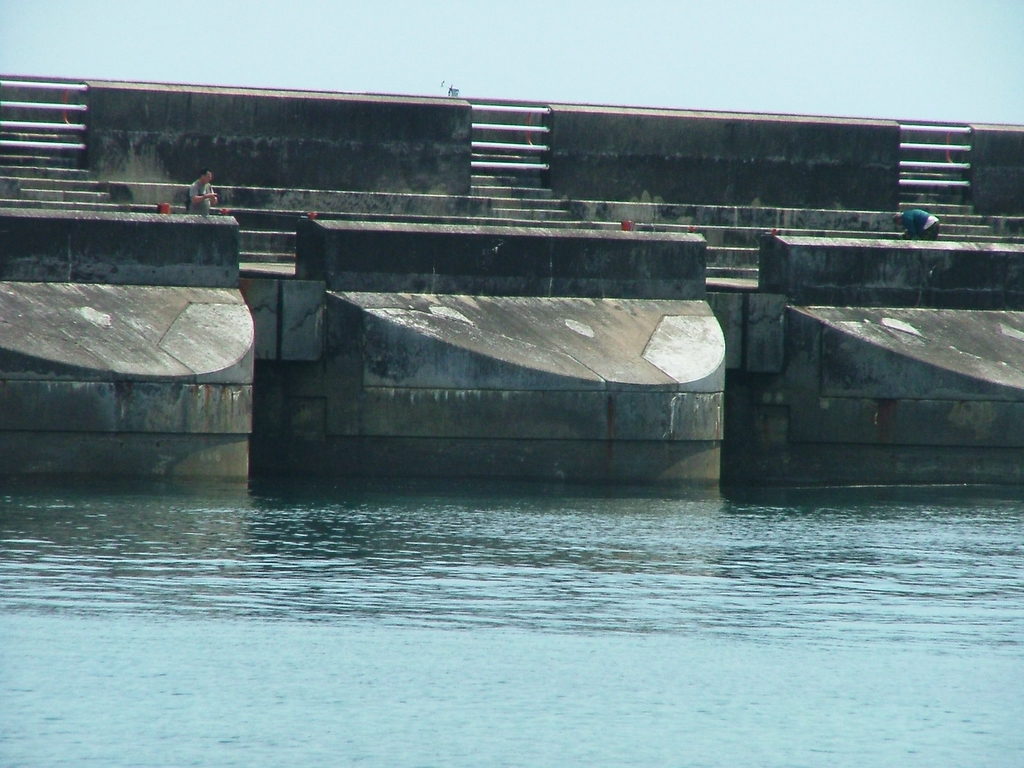
Штучний мол, що відокремлює пристань і житлові будівлі від моря.

## Див. також

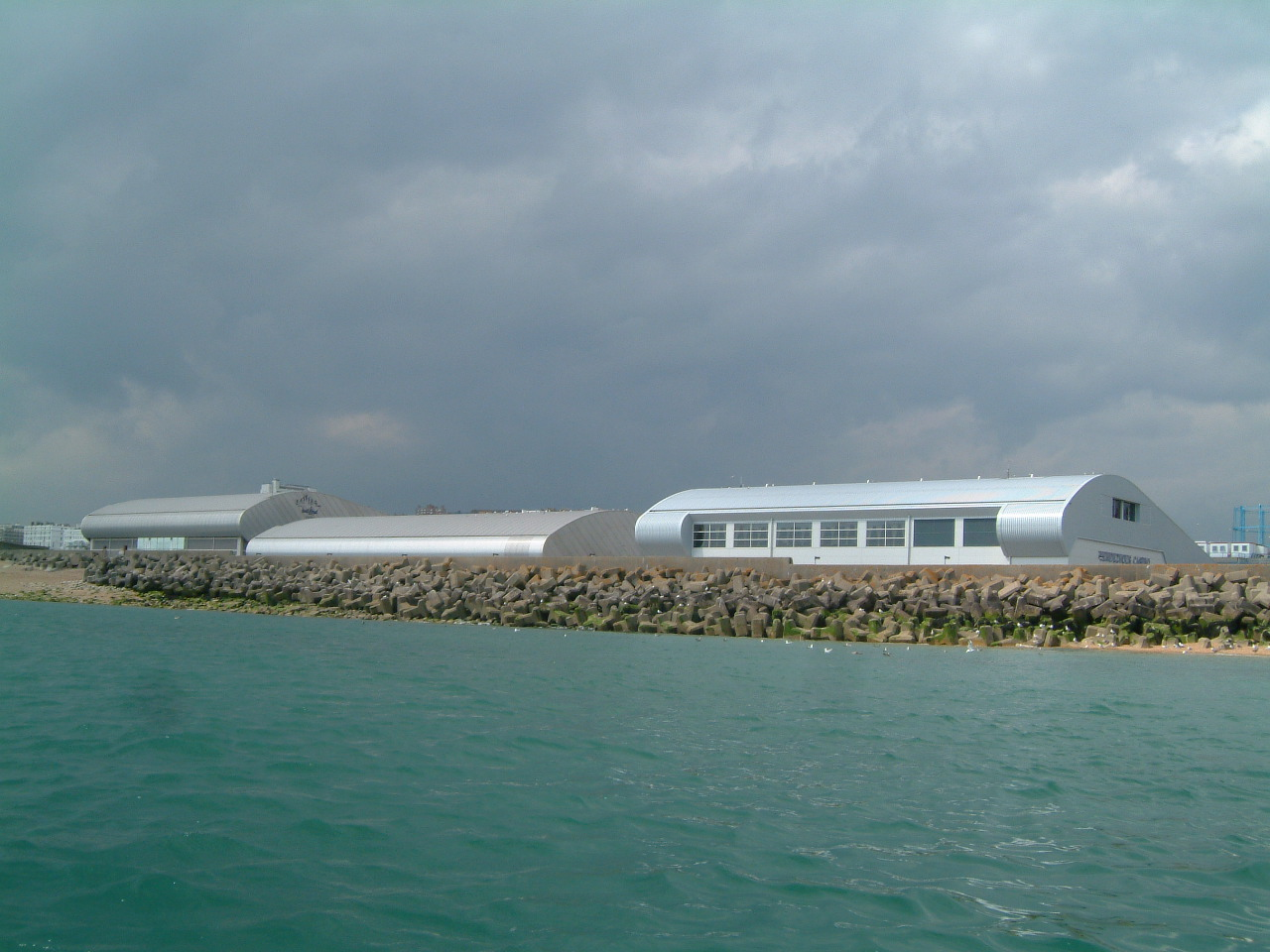
Вид на будівлі з моря.